# 南山寺 (貴港)
南山寺又名景佑禪寺，位于廣西壯族自治區貴港市港南區南山風景區內，即南山公园内狮子山下南面。始建於北宋端拱二年（989年），由善智和尚在獅頭山岩洞开山建寺。同時也是貴港市文物保護單位。

## 歷史
北宋端拱二年（989年），善智和尚开山建寺。至道三年（997年），宋太宗逝世，其子宋真宗即位，“以太宗墨迹赐天下名山”，南山寺获赐宋太宗御书224轴，建御书阁（即西楼）安奉。景祐元年（1034年），宋仁宗整顿庙宇，下令“毁天下无额赐寺院”的同时，御笔亲书“景祐禅寺”匾额赐给南山寺，故又名景祐禅寺。
元文宗继位前曾贬居海南岛，南迁北返途中在南山寺停留，北归前题“南山寺”三个汉字。1329年，州官周天祥将元文宗题额的“南山寺”临摹并加跋文刻石，史称南山寺“御书碑”，立于石佛洞北壁地面上。元末战乱中，御书阁被毁。
1963年，广西僮族自治区人民委员会公布南山寺石刻（含宋代大铁钟）为自治区级文物保护单位。1985年，贵县人民政府公布南山寺为首批贵县文物保护单位。2007年，贵港市人民政府将南山寺列入貴港市文物保護單位。

## 建筑及文物
历代主要建筑有寺门、八角亭、石门、通堂、菩提阁（即东楼）、半山亭和舍利塔、登山石级等。除元末被毁的御书阁（即西楼）外，半山亭在文化大革命时被毁。文物主要有古石佛，宋、明铁钟，御书碑，菩提树，舍利塔以及历代摩崖石刻等。　
南山寺做为文物保护单位，以整座狮头山为保护范围。以狮头山山脚为基线，东西北面各外延10米，南面外延40米为建设控制地带。
1. 1 2 3 4 5 6 7  . 廣西貴港市港南區人民政府网站，来源：贵港市港南区文化体育和旅游局. 2022-11-14  [2025-03-08] （简体中文）.
2. 1 2 3  . 广西壮族自治区贵港市人民政府网站，来源：贵港市文新广局. 2018-10-29  [2025-03-08] （简体中文）.